# Cầu Giao Thủy
Cầu Giao Thủy là một cây cầu bắc qua sông Thu Bồn, nối liền hai huyện Đại Lộc và Duy Xuyên thuộc tỉnh Quảng Nam, Việt Nam.
Cầu nằm trên tuyến giao thông huyết mạch của tỉnh Quảng Nam, kết nối tỉnh lộ 609B với tỉnh lộ 610.
Trước năm 1975, cầu Giao Thủy là một cây cầu dã chiến bằng gỗ được chính quyền Việt Nam Cộng hòa xây dựng để phục vụ cho mục đích quân sự, khai thác mỏ than Nông Sơn và khu kỹ nghệ An Hòa. Về sau, do chiến tranh và mưa lũ, cầu đã bị sập hoàn toàn và từ đó, giao thông hai bờ sông Thu Bồn tại khu vực này phải phụ thuộc vào những chuyến đò ngang.
Ngày 25 tháng 3 năm 2015, UBND tỉnh Quảng Nam khởi công xây dựng lại cầu Giao Thủy với thiết kế vĩnh cửu bằng bê tông cốt thép. Cầu có chiều dài 1.023 m, rộng 12 m. Công trình được khánh thành vào ngày 24 tháng 3 năm 2017.